# Koebok RZjD 2006
De Koebok RZjD 2006 was een basketbaltoernooi in Europa dat in Rostov aan de Don in 2006 werd gehouden. Vier topteams namen deel aan dit toernooi: Lokomotiv Rostov, Lokomotiv Rostov 2, Dinamo ASU Majkop en BK Lipetsk. Lokomotiv won het goud.
|  | halve finale (september) | halve finale (september) |    |            | finale (september) | finale (september) |
|  |                          |                          |    |            |                    |                    |
|  |                          |                          |    |            |                    |                    |
|  | Lokomotiv Rostov 2       |                          |    |            |                    |                    |
|  |                          |                          |    |            |                    |                    |
|  |                          |                          |    |            |                    |                    |
|  |                          |                          |    |            |                    |                    |
|  |                          |                          |    |            | Lokomotiv Rostov 2 | 53                 |
|  |                          | Lokomotiv Rostov         | 71 |            |                    |                    |
|  |                          |                          |    |            |                    |                    |
|  |                          |                          |    |            | Derde plaats       |                    |
|  |                          |                          |    |            |                    |                    |
|  | Lokomotiv Rostov         |                          |    | BK Lipetsk | 95                 |                    |
|  |                          |                          |    |            | Dinamo ASU Majkop  | 76                 |

## Eindklassering
| #      | Land               |
| ------ | ------------------ |
| Goud   | Lokomotiv Rostov   |
| Zilver | Lokomotiv Rostov 2 |
| Brons  | BK Lipetsk         |
| 4      | Dinamo ASU Majkop  |

2005 · 2006 · 2007 · 2008 · 2009 · 2011